# Vadim Bolohan
Vadim Bolohan (n. 15 august 1986, Sîngerei) este un fotbalist din Republica Moldova care joacă pe postul de fundaș la clubul Milsami Orhei. Din 2010 până în 2023 el a jucat 40 meciuri la echipa națională de fotbal a Moldovei.